# Jean Cazeneuve
Pour les articles homonymes, voir Cazeneuve.
Jean Cazeneuve, né le 17 mai 1915 à Ussel (Corrèze) et mort le 4 octobre 2005 à Boulogne-Billancourt, est un sociologue et directeur de télévision français.

## Biographie
Ancien élève de l'École normale supérieure (1937 L), Jean Cazeneuve est agrégé de philosophie (1945), docteur en droit de l'université de Toulouse et diplômé de l'université Harvard.
En 1954, il passe huit mois avec les Zuñis, une tribu amérindienne du Nouveau-Mexique, étudiant leurs coutumes et écoutant leurs récits qu'il publia dans un livre intitulé Les dieux dansent à Cibola (Gallimard, 1957).
Jean Cazeneuve est président-directeur général de TF1 de 1975 à 1978.
En 1978 il est nommé Ambassadeur, Représentant permanent de la France auprès du Conseil de l'Europe.
Il est élu membre de l'Académie des sciences morales et politiques en 1973, au fauteuil de Maurice Reclus, et il en est président en 1983.

## Ouvrages
- La Psychologie du prisonnier de guerre, 1944, prix Henri-Dumarest de l'Académie française en 1945
- C'est mourir beaucoup, 1944
- Psychologie de la joie, 1952
- Les Dieux dansent à Cibola, 1957
- Les Rites et la condition humaine, 1959, prix Paul-Teissonnière de l'Académie française
- La Philosophie médicale de Ravaisson, 1959
- La Mentalité archaîque, 1961
- Sociologie de la radio-télévision, 1963
- Lucien Lévy-Bruhl, 1963
- La Grande Chance de la télévision, 1963
- Les Mythologies, 1966
- Bonheur et civilisation, 1966
- L'Ethnologie, 1967
- Sociologie de Marcel Mauss, 1968
- Les Pouvoirs de la télévision, 1970
- La Sociologie, 1970
- Guide de l'étudiant en sociologie, 1971
- Sociologie du rite, 1971
- La Société de l’ubiquité, 1972
- L'Homme téléspectateur, 1974
- La Sociologie et les sciences de la société, 1974
- Les Communications de masse, 1976
- Dix grandes notions de la sociologie, 1976
- Aimer la vie, 1977
- Des métiers pour un sociologue, 1978
- La Raison d’être, 1981
- La Vie dans la société moderne, 1982
- Le Mot pour rire, 1983
- Histoire des dieux, des sociétés et des hommes, 1985
- De l’optimisme, 1987
- Les Hasards d’une vie, des primitifs aux téléspectateurs, 1989
- Et si plus rien n’était sacré, 1991
- La Télévision en sept procès, 1992
- La Personne et la société, 1995
- Du calembour au mot d’esprit, 1996
- L'Avenir de la morale, 1998
- Les Roses de la vie. Variations sur la joie et le bonheur, 1999